# 녹색환경지원센터연합회
녹색환경지원센터연합회(綠色環境支援센터聯合會, Green Environment Centers Association ; GECA)는 지역 녹색환경지원센터의 공동 관심사항을 협의하고 정보교류를 활성화하여 센터들의 공동 발전을 이끌어 내며, 센터에서 연구개발한 환경기술 및 환경정책 등을 널리 전파하여 지역의 환경문제를 해결함으로써 국민의 행복 증진과 건강에 이바지하기 위하여 설립된 사단법인이다. 서울특별시 은평구 진흥로 215에 있다.

## 설립 근거
- 환경기술 및 환경산업 지원법[5]
  - 녹색환경지원센터 설립·운영에 관한 규정[6]

## 연혁
- 2004년 5월 6일 지역환경기술개발센터연합회 발족
- 2004년 7월 22일 지역환경기술개발센터연합회 개소식[7]
- 2011년 10월 28일 녹색환경지원센터연합회로 명칭 변경[8]

## 주요 업무
- 지역 녹색환경지원센터의 공동 발전방안 마련 및 제도 개선
- 녹색환경지원센터의 연구개발과제 조정
- 녹색환경지원센터 사업성과 관리 및 대외 홍보
- 녹색환경지원센터 공동사업 발굴·관리 및 공동행사 주관

## 조직

### 감사

#### 사무국
| - 기획운영팀 | - 사업관리팀 |

## 같이 보기
| - 서울녹색환경지원센터 - 인천녹색환경지원센터 - 경기녹색환경지원센터 - 시흥녹색환경지원센터 - 안산녹색환경지원센터 | - 강원녹색환경지원센터 | - 충북녹색환경지원센터 | - 대전녹색환경지원센터 - 충남녹색환경지원센터 | - 전북녹색환경지원센터 | - 광주녹색환경지원센터 - 전남녹색환경지원센터 | - 대구녹색환경지원센터 - 경북녹색환경지원센터 | - 부산녹색환경지원센터 - 울산녹색환경지원센터 - 경남녹색환경지원센터 | - 제주녹색환경지원센터 | - 녹색성장위원회 - 녹색에너지연구원 - 녹색기후기금 - 글로벌녹색성장연구소 - 녹색기술센터 - 한국환경산업기술원 - 한국환경공단 - 국립공원관리공단 |